# Simple Plan
Simple Plan är ett kanadensiskt punkpopband från Montréal. Bandet har gett ut sex studioalbum: No Pads, No Helmets...Just Balls (2002), Still Not Getting Any... (2004), Simple Plan (2008) Get Your Heart On! (2011), Taking One for the Team (2016) och Harder than it looks (2022) likaså två livealbum: Live in Japan 2002 (2003) och MTV Hard Karambit Live (2005).
Simple Plan har bland annat turnerat med Good Charlotte i USA. De var även med på Coca-Colas turné Soundwave tillsammans med Avril Lavigne och Melody Club 2005. De genomförde i januari 2006 ett Sverigebesök med konserter i Malmö (24 januari) och i Stockholm (25 januari). Simple Plans stil har bland annat liknats vid Green Day, Blink 182 och Good Charlotte. På debutskivan No Pads, No Helmets...Just Balls medverkade även Joel Madden från Good Charlotte och Mark Hoppus från blink-182. Simple Plan har sålt över 7 miljoner skivor världen över, enligt deras webbplats.[källa behövs]
Bandets tourmanager och role model sponsor Patrick Langlois har filmat det mesta på A Big Package for You och har även hand om Simple Plans webbplats. Patrick har också medverkat i alla Simple Plans musikvideor, utom "Crazy". Langlois och Lefebvre spelar även i det egna bandet Man of the Hour och har även en radioshow på Idobi.com vid namn Man of the hour hour. Simple Plan har även gjort låten What's New Scooby Doo som är introt till den tecknade serien med samma namn.

## Biografi och musikkarriär

### Bildande (1995-2002)
Simple Plans historia började 1995 med att bandet Reset bildades av några vänner: Pierre Bouvier, Charles-André "Chuck" Comeau, Philippe Jolicoeur och Adrian White. Reset turnerade runt i Kanada med band som MxPx, Ten Foot Pole och Face to Face, men hann bara öka populariteten blygsamt. Debutalbumet, No Worries, släpptes 1998, och Comeau lämnade strax därefter för att gå på college. Två år senare träffade han, genom skolan, vännerna Jean-François "Jeff" Stinco och Sébastien Lefebvre, som var i separata band själva, och de kom överens om att bilda ett band. Under tiden gav Reset ut sin andra CD, No Limits (bandets två album släpptes senare som en enda CD, 2006). År 1999 träffades Comeau och Bouvier på en Sugar Ray-konsert och Bouvier lämnade senare Reset för att ansluta sig till Comeau. David Desrosiers ersatte Bouvier i Reset, men när han tillfrågades att bli en femte medlem i bandet, lämnade han också Reset sex månader senare. Det här gjorde att Bouvier, som var både bandets frontman och basist, att koncentrera sig på sången. Det är oklart vad tanken bakom bandets namn är. Bandmedlemmarna har gett olika svar på det här, inklusive att de gillar filmen A Simple Plan; att bandet var deras enkla plan för att undvika att få ett "riktigt" jobb; och att namnet bara var provisoriskt, men de kom aldrig på något bättre och med kommande konserter för det nya bandet, behövde de ett namn.

### No Pads, No Helmets...Just Balls(2002-2004)
År 2002 gav Simple Plan ut sitt första studioalbum, No Pads, No Helmets...Just Balls, vilket ledde till singlarna "I'm Just A Kid", "I'd Do Anything", "Addicted", och "Perfect". Simple Plan har sagt att de siktade på att göra ett rent poppunk-album. Namnet på CD:n kommer från en tagline inom rugbyn, "No pads, no helmets, no pussies".
Albumet skulle egentligen bara släppas i USA med tolv låtar, avslutande med "Perfect". Bonuslåtarna för en utländsk upplaga kom i många olika versioner, med en annorlunda låtlista. Ett exempel, USA-versionen innehåller bonuslåtarna "Grow Up" och "My Christmas List", medan UK-versionen innehåller bonuslåtarna "Grow Up" och "American Jesus" (en live-version på en låt av Bad Religion), och två musikvideor, "I'd Do Anything" och "I'm Just a Kid".
På albumet körar sångare från två andra poppunkband. På singeln "I'd Do Anything" kan man höra Mark Hoppus från Blink-182 och i "You Don't Mean Anything" körar Joel Madden från Good Charlotte.
2002, året då Simple Plan gav ut albumet, hade de haft mer än 300 spelningar, toppat Alternative New Artist Chart och spelat en utsåld turné i Japan.
Under 2003 spelade bandet på Vans Warped Tour. De spelade också lite på Warped-turnén under 2004 och 2005. De öppnade även för Avril Lavigne på hennes "Try To Shut Me Up" Tour under 2003. De har också öppnat för Green Day och Good Charlotte.

### Still Not Getting Any...(2004-2006)
Under 2004 släppte Simple Plan sitt andra studioalbum, Still Not Getting Any..., som ledde till singlarna, "Welcome to My Life", "Shut Up!", "Untitled (How Could This Happen to Me?)", "Crazy" och "Perfect World".
Som tidigare nämnts, sa medlemmarna i Simple Plan, när de skrev No Pads, No Helmets...Just Balls, att de siktade på att göra ett pop/punk-album. Men den här gången, när de skrev Still Not Getting Any..., har de sagt att de inte begränsade sig till poppunk-genren, utan hellre lät sig själva göra "bra musik".
Enligt bonus-DVD:n till Still Not Getting Any... har medlemmarna nämnt några namn som albumet kanske skulle ha, "Get Rich or Die Trying" och "Danger Zone", detta var dock endast på skoj. Detta var medan de fortfarande gjorde CD:n. De bestämde sig för namnet Still Not Getting Any... av en rad olika anledningar. Titeln är menat som skämt, men frågar man dem får man många olika svar. Ett av de vanligare var för att medlemmarna i Simple Plan tyckte att de inte fick några bra recensioner, Bouvier har bara sett en bra recension i Alternative Press. En annan anledning kan vara att de fortfarande inte får någon respekt. Det finns många fler svar som bandet har gett. Commeau beskrev en gång albumets namn som "mångsidigt".
2005 gav Simple Plan ut ett livealbum, MTV Hard Rock Live, som innehöll låtar från deras två tidigare album. Albumet kom i två olika versioner — en standard, och en fan pack-edition. Standardversionen innehöll audio av hela showen, en akustisk version av "Crazy", två livevideor från de två första låtarna från showen "Shut Up!" och "Jump", och ett litet häfte med bilder från showen. Fan pack-versionen innehöll audio och video från hela showen i 5.1 surroundljud, tre akustiska versioner av "Crazy", "Welcome To My Life", och "Perfect" och ett 32-sidigt turnéhäfte.

### Simple Plan(2006-2008)
Sedan februari 2006, har bandet inte åtagit sig några stora konserter, och har börjat jobba på sin tredje CD. Den 21 mars åkte Bouvier till Miami för att jobba med en producent som han inte specificerade namnet på. Producenten visade sig sedan vara Dave Fortman, som har jobbat med Superjoint Ritual, Mudvayne, Otep, och två av Evanescences album, Fallen och The Open Door. 
"Det är att det något helt annorlunda som vi prövar. Vi tänkte, det här är vårt tredje album och vi behövde testa nya saker... bara för oss själva, för att behålla det fräscht och roligt. Helt ärligt vet jag inte hur det kommer att bli, men jag har en väldigt bra känsla!" – Bouvier
Bandet steg in i studion för att pre-producera i Los Angeles, den 29 juni, och följande dag gjordes en vlogg med alla medlemmarna, Langlois, och Fortman. Den 15 juli, enligt en annan vlogg, återvände bandet till Montreal, för att spela in i samma studio där de spelade in Still Not Getting Any....
"When I'm Gone", den första singeln från albumet släpptes den 24 oktober, 2007. Simple Plan gavs ut den 12 februari, 2008, via Lava/Atlantic. Albumet producerades av Dave Fortman (Evanescence, Mudvayne), Danjahandz (Timbaland, Justin Timberlake) och Max Martin (Kelly Clarkson, Avril Lavigne).
Låtarna som finns med på skivan är:
"When I'm gone", "Take my hand", "The end", "Your love is a lie", "Save you", "Generation", "Time to say goodbye", "I can wait forever", 
"Holding on", "No love" och "What if". 
Under 2008 har Simple Plan spelat i Sverige fyra gånger. På rockbjörnen i början av året, en konsert i mars, Hultsfredsfestivalen i somras, och alldeles nyligen, 31 oktober, spelade de på Annexet i Stockholm.

### Get Your Heart On(2009-2011)
År 2009 började bandet jobba med sitt fjärde studioalbum, och i mars 2011 avslöjade de att det skulle släppas den 21 juni. Inkluderade låtar på albumet är bl.a. "Can't Keep My Hands Off You" (feat. Rivers Cuomo), "Jet Lag" (Feat Natasha Bedingfield), "You Suck At Love" och "Loser Of The Year". De samarbetar även med K'NAAN och Alex Gaskarth på albumet genom låtarna "Summer Paradise" och "Freaking Me Out"
Simple Plan i Sverige
Bandet har varit på besök ett antal gånger, enligt boken Simple Plan: The Official Story 9 gånger, 6 gånger i Stockholm, 1 gång i Borlänge, 1 gång i Malmö och 1 gång i Hultsfred.

## Bandmedlemmar
| Medlemmar          | Instrument              |
| ------------------ | ----------------------- |
| Pierre Bouvier     | Vokalist, ibland gitarr |
| Jeff Stinco        | Gitarr                  |
| Sébastien Lefebvre | Gitarr, back-upsång     |
| Chuck Comeau       | Trummor                 |

Tidigare basisten och bakgrundssångare David Desrosiers avgick den 9 juni 2020 i samråd med resterande bandmedlemmar efter sexuellt övergrepp på ett fan.

## Diskografi

### Studioalbum
- No Pads, No Helmets...Just Balls (2002)
- Still Not Getting Any... (2004)
- Simple Plan (2008)
- Get Your Heart On (2011)
- Taking One for the Team (2016)

### Livealbum och EP
- Live in Japan 2002 (2003)
- Live in Anaheim (2004)
- MTV Hard Rock Live (2005)
- Get Your Heart On – The Second Coming (2013)

### Singlar/musikvideor
- "I'm Just a Kid" (2002)
- "I'd Do Anything" (2002)
- "Addicted" (2003)
- "Perfect" (2003)
- "Don't Wanna Think About You" (2004)
- "Welcome to My Life" (2004)
- "Shut Up!" (2005)
- "Untitled (How Could This Happen to Me?)" (2005)
- "Crazy" (2005)
- "Perfect World" (radiosingel, inte en singel i de flesta fall) (2006)
- "When I'm Gone" (2007)
- "Your Love is a Lie" (2008)
- "Save You" (2008)
- "Can't Keep My Hands Off" (feat. Rivers Cuomo) (2011)
- "Jet Lag" (feat. Natasha Bedingfield) (2011)
- "Summer Paradise" (feat. Sean Paul) (2012)

### DVD
- A Big Package for You (2003)
- MTV Hard Rock Live (2005)